# Comuna Provadia, Varna
Provadia (în bulgară Провадия) este o comună în regiunea Varna, Bulgaria, formată din orașul Provadia și 24 de sate. 

## Localități componente

### Orașe
- Provadia

### Sate
| - Blăskovo - Bozveliisko - Bărzița - Ceaika - Cerkovna - Cernook - Dobrina - Gradinarovo | - Hrabrovo - Jitnița - Kiten - Komarevo - Krivnea - Manastir - Nenovo - Ovceaga | - Petrov Dol - Ravna - Slaveikovo - Snejina - Staroseleț - Tutrakanți - Vencean - Zlatina |

## Demografie
Componența etnică a comunei Provadia
     Romi (14,74%)
     Turci (10,54%)
     Bulgari (57,64%)
     Nicio identificare (16,67%)
     Altele (0,39%)
La recensământul din 2011, populația comunei Provadia era de 22.934 locuitori. Din punct de vedere etnic, majoritatea locuitorilor (57,64%) erau bulgari, existând și minorități de romi (14,74%) și turci (10,54%). Pentru 16,67% din locuitori nu este cunoscută apartenența etnică.